# ER Piotrków

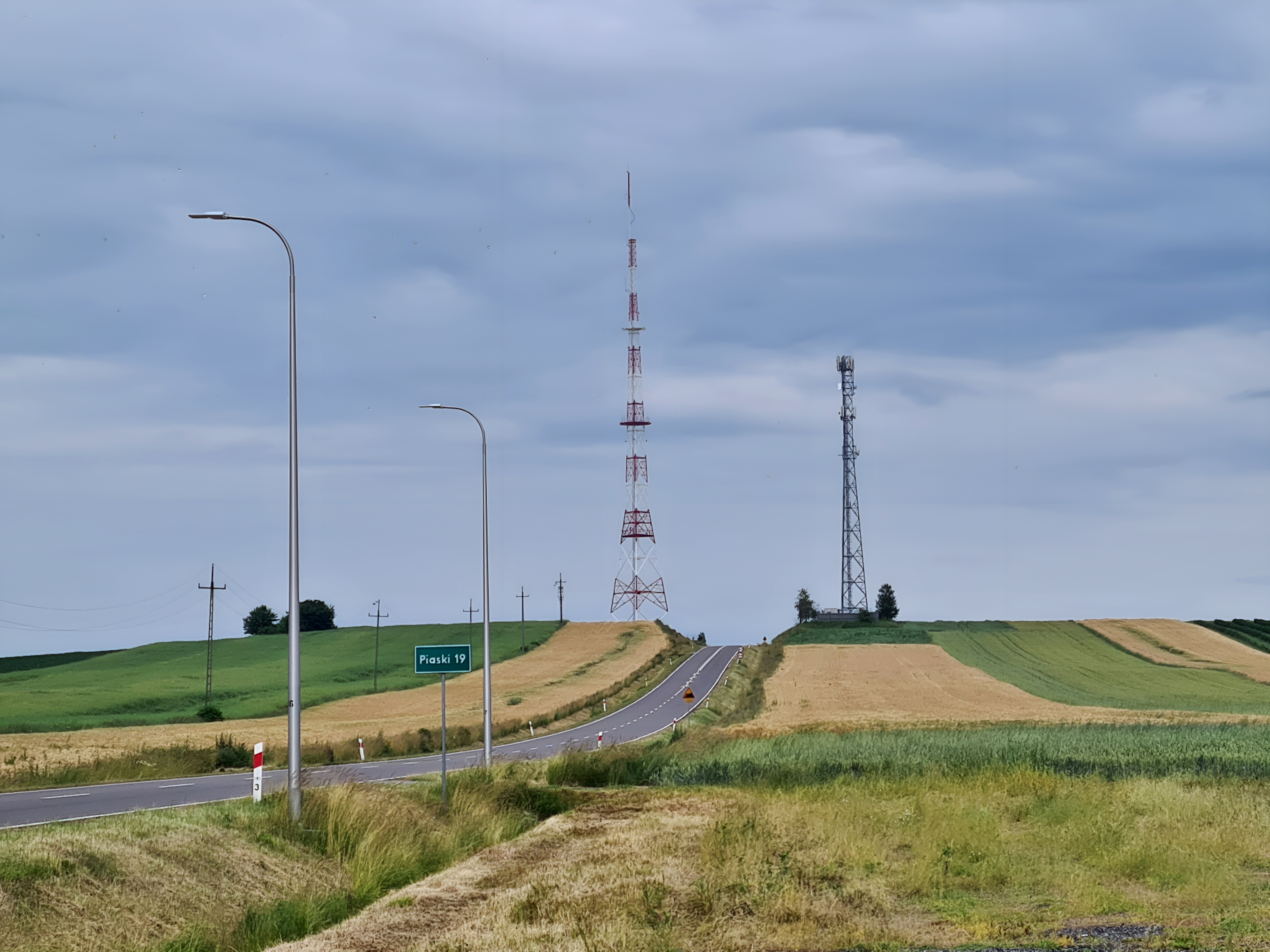
ER Piotrków

ER Piotrków – wieża radiowa o wysokości 105 m, znajdująca się we wsi Piotrków Pierwszy (jej część Sachalin). Obejmuje swym zasięgiem niemal całe województwo lubelskie. 
Obiekt należy do Radia Plus Lublin i Archidiecezji lubelskiej, która zdecydowała się na budowę własnego obiektu w celu zmniejszenia kosztów za wynajmowanie miejsca na maszcie RTCN Boży Dar oddalonego kilka kilometrów od Piotrkowa. Budowa masztu trwała trzy miesiące a wieża zaczęła nadawać 31 grudnia 2003 roku.
Maszt pod względem wysokości zajmuje 150. miejsce na liście najwyższych konstrukcji w Polsce.

## Parametry
- wysokość posadowienia podpory anteny: 282 m n.p.m.
- wysokość obiektu: 105 m n.p.t.
- wysokość zawieszenia systemów antenowych: Radio: 110 m n.p.t.

## Transmitowane programy
| Radio             | Radio         | Radio         | Radio        |
| Program           | Częstotliwość | Moc nadajnika | Kierunkowość |
| ----------------- | ------------- | ------------- | ------------ |
| Radio Plus Lublin | 87,9 MHz      | 25 kW         | dookólna     |